# Anita Bobasso
Anita Bobasso (Buenos Aires, 20 de outubro de 1896 – 5 de janeiro de 1996)  foi uma atriz e cantora de tango argentina que atuou nas Américas e na Europa, principalmente no Brasil, onde foi bastante conhecida, inclusive com trabalhos em radiodifusão, teatro e cinema. Os espetáculos musicais dos quais participou utilizavam desde trajes típicos até danças informais e elegantes. Bobasso também fez turnê mundial com Libertad Lamarque e Azucena Maizani.

## Vida pregressa
Anita estreou-se no ano de 1926, conforme pode ser visto nos resultados da pesquisa de livros publicados. O “Anuário do Teatro Argentino”, parte da “Enciclopédia da Cena Argentina”, mostra que Anita, carinhosamente chamada de “Anita del Plata” (em homenagem ao rio que margeia a cidade) por seus fãs e pela imprensa, nasceu na capital. da Argentina e estreou na cidade de Bernal na função onde foi inaugurado o Salão da Sociedade Italiana. Seguiu-se uma temporada no Summer Theatre. (Página 425). No livro "Quem é Quem no Teatro e Cinema Hispano-Americano", Anita atuou ao lado de Manuel Antin, dramaturgo, diretor de cinema, roteirista e jornalista argentino. (Página 58). No livro “Tra-la-la”, conta que Anita Bobasso logo conquistou o público. Ela fala italiano, canta e dança; ela não perde um único efeito. página (367).

## Carreira
Trabalhou com Azucena Maizani durante uma digressão por Espanha e Portugal em 1931, começando no Teatro Alcázar de Madrid. As apresentações continuaram em Alicante, Barcelona, Bilbao, Burgos, Santiago de Compostela, Teruel, Valladolid, Santander, San Sebastián e Huesca, e as apresentações também foram realizadas em Gijón, Zamora, Valência, Palma e Saragoça onde "La Voz de Aragon" anotou na sua página 13, no título “Los Teatros y los Cines” (teatros e cinemas) “Depois de amanhã, terça-feira, a companhia fará a sua apresentação no coliseu municipal. Esta é a lista dos integrantes: Azucena Maizani, Anita Bobasso, Oterito de Naya, entre outros. As três obras que compõem o repertório Intitulam-se "Mozaicos Argentinos", "Sob o Céu do Pampa" e "Canción Criolla", baseadas em tangos encenados, poesias do campo e do subúrbio, evocações crioulas, danças nativas, e números de concertos. A atuação desta empresa em Saragoça durará seis dias.  O jornal "El Heraldo de Madrid" convidou a empresa a visitar a sua redação no dia 16 de setembro de 1931. O jornal madrileno La Libertad publicou na sua secção “teatros” da página 4 (entre outros artistas) sobre a grande Anita Bobasso, que gostou dos aplausos do seleto público que lotou a sala. Festival de poesia, canto e música em homenagem à companhia argentina para corresponder à gentileza que tiveram ao convidar autores, artistas e jornalistas para a extraordinária função que lhes foi oferecida no teatro Alcazar, conforme notou o jornal madrileno.
Conforme consta dos arquivos de 1931, na cidade de Barcelona, foi anunciada a estreia do espetáculo "Mosaicos Argentinos" no Teatro Poliorama. O jornal El Grafico de Barcelona comenta que “as canções argentinas, assim como as canções andaluzas, têm nostalgia e sentimentalismo que expressam porque são lamentos do povo. O jornal acrescenta que “artistas tão conhecidos como Anita Bobasso estão entre os demais presentes neste espetáculo de Azucena Maizani”. Valência e depois Palma de Maiorca foram as próximas paragens do musical. A matéria sobre o Teatro en Palma na seção "Actualidad Teatral" do jornal "Ultima Hora" afirma que "a estreia da companhia de Azucena Maizani, anunciada no Teatro Lirico, deve ser adiada devido ao sucesso obtido no Teatro Apolo de Valência, o que levou a uma extensão de três dias naquele teatro.
Depois de finalmente chegar a Palma, os arquivos da imprensa histórica mostram que no Teatro de Palma, Anita Bobasso é citada entre aqueles que foram muito aplaudidos e que lhe deram vida com sucesso, o que é peculiar ao conjunto de cenas incluídas no Crioulo copla. Veja na página 4 "Los Teatros-Alkazar.
Os arquivos de "La Prensa Historica" mostram mais de uma dezena de links para artigos falando sobre Anita, onde seu marido Andres Bobasso também aparece como diretor de palco da companhia.
Em abril de 1932, realizaram uma digressão por Portugal, partindo do Teatro Maria Victoria, em Lisboa, e continuando até ao Porto, Braga, Coimbra e ao famoso Casino do Estoril. Também se apresentou em Biarritz, cidade natal de seu pai, e voltou a Buenos Aires no mesmo ano.
Após retornar a Buenos Aires, Bobasso foi convidada para ir ao Brasil, onde estreou o musical "La Cancion Argentina" no Teatro Cassino do Rio de Janeiro. onde gozou de grande popularidade e permaneceu por muito tempo, junto com sua filha Hilda Bobasso.
O jornal carioca "O Jornal" afirma no Rádio Jornal que Anita, a típica cantora argentina, acaba de ser contratada por Mayrink Veiga para cantar seu repertório de tangos e rancheras e o quanto agradou o público do cassino em sua recente apresentação para o "Empresa Típica Argentina", na qual Anita é um elemento de destaque. Iniciou uma turnê nacional com o marido e Hilda, que aconteceu em 1933. com seu musical na cidade brasileira de Recife. O jornal a chamou de "uma fiel intérprete do tango argentino", depois volta ao Rio de Janeiro, e continuando para Pernambuco no norte do Brasil e para Vitória, estado do Espírito Santo, como visto no Diário da Manhã, apresentando 23 cenas musicais em dois atos no Teatro Carlos Gomes daquela cidade, e depois para o estado do Maranhão, onde a imprensa noticiou “Uma grande companhia argentina está visitando o Maranhão com artistas como Bobasso que fizeram sucesso no público onde foi ouvida”.
Quase 25 anos depois da sua morte, a imprensa continua a falar dela e a recordá-la, como reflecte este artigo publicado em 2020. É de amargar . No dia 25 de janeiro de 1934, foi apresentado no Teatro Deodoro, no centro de Maceió, o musical Tangos e Canciones, com dois atos e 19 cenas musicais. "Foram cantadas com grande sucesso a marcha carnavalesca do jornal pernambucano "É de Amargar" [de Capiba] e a valsa "Nasci", que dizem ser de autoria do maestro, diretor e concertista da companhia chamada Jerônimo Cabral, admiravelmente interpretado pela estrela Anita Bobasso (conforme visto na matéria de "Historias de Alagoas" publicada em 13 de julho de 2020).
Ela também foi orgulhosamente chamada pelos cidadãos de Buenos Aires (porteños) de Anita del Plata, em homenagem ao rio de Buenos Aires, significando que "ela pertence ao rio... ela pertence a Buenos Aires", conforme mostrado nos resultados da pesquisa de livros.

## Vida posterior
Ela morou na área do obelisco próximo à rua 9 de Julio, na rua Alsina, em Buenos Aires, até 1968, quando seu marido, Andrés Bobasso, faleceu. Foi um dos participantes do Sarrasani, o circo mais conhecido da época. Quando seu marido morreu, a tristeza de ter perdido o companheiro de toda a sua vida a invadiu, e ela foi morar na Casa del Teatro (casa de teatro para atores) na Avenida Santa Fé com outros atores, onde morreu em 1996 cercada por seus colegas de teatro.
Nos últimos anos dedicou-se ao cinema, participando de filmes como El Gordo catástrofe o filme "Vovó" e e Funny Dirty Little War, fazendo o papel da cantora.

## Vida pessoal
Sua mãe, Julia Rival, era italiana e seu pai, Aquiles Pelosi, era natural de Biarritz, França. Pelosi morreu no navio que os trouxe da Europa. Bobasso se interessava por idiomas e era fluente em português graças a anos cantando no Brasil. O jornal "O Radical" do Rio de Janeiro mostra Anita como parte do "Festival O Brillante da Casa dos Artistas" (um festival brilhante na casa dos artistas).

## Filmografia
| Título                 | Ano  |
| ---------------------- | ---- |
| El Gordo Catastrofe    | 1977 |
| Grandma                | 1979 |
| Funny Dirty Little War | 1983 |